# Koos de la Rey

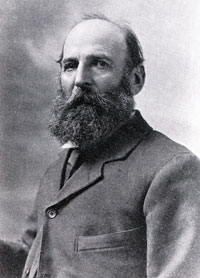
General de la Rey

Jacobus Herculaas „Koos“ de la Rey (* 22. Oktober 1847 auf der Farm Doornfontein bei Winburg, Oranje-Freistaat; † 15. September 1914 bei Langlaagte) war ein burischer General während des Zweiten Burenkrieges. Er gilt als einer der fähigsten und tapfersten militärischen Führer der Buren während des Konfliktes mit den Briten.
De la Rey war lange Zeit ein ausgesprochener Gegner eines militärischen Konfliktes mit Großbritannien. Als er deswegen der Feigheit bezichtigt wurde, antwortete er, dass er, sollte es zum Krieg kommen, noch kämpfen werde, wenn alle Kriegsbefürworter schon aufgegeben hätten. Dies sollte später auch der Fall sein.

## Frühe Jahre
Jacobus Herculaas wurde als sechstes Kind von Adrianus Johannes Gijsbertus de la Rey und Adriana Wilhelmina van Rooyen auf der Familienfarm Doornfontein bei Winburg im Oranje-Freistaat geboren. Die Familie hatte unter anderem niederländische, spanische und hugenottische Vorfahren. Nachdem die Farm nach der Schlacht von Boomplaats (1848) von den Briten konfisziert worden war, emigrierten die de la Reys nach Transvaal und siedelten sich bei Lichtenburg an. Koos de la Rey erhielt als Kind nur wenig Schulbildung. Später zog die Familie noch einmal um, diesmal nach Kimberley, als dort Diamanten gefunden wurden. Hier arbeitete er als Transporteur.

## Familienleben
De la Rey heiratete Jacoba Elizabeth „Nonnie“ Greeff. Zusammen ließ sich das Paar kurzzeitig auf Manana, der Familienfarm der Greeffs, nieder; später erwarben sie die Farm Elandsfontein. De la Rey zeugte zwölf Kinder und umsorgte zudem sechs Waisen.

## Feldzüge
De la Rey nahm am Seqiti-Krieg gegen die Basotho 1865 sowie am Krieg gegen Sekhukhune 1876 teil. Während des Ersten Burenkriegs 1880/81 spielte er eine eher geringfügige Rolle, übernahm als Veldkornet aber die Belagerung von Potchefstroom, als der Kommandeur Piet Cronjé erkrankte. Er wurde zum Kommandanten des Distrikts Lichtenburg gewählt und wurde 1883 Mitglied des Transvaaler Volksraad. Später stellte er sich gegen Paul Kruger und dessen harsche, ausländerfeindliche Politik. Er warnte, dass diese zum Krieg mit Großbritannien führen werde.

## Zweiter Burenkrieg

### Schlachten
- Kraaipan, 12. Oktober 1899

Nach Ausbruch des Krieges wurde de la Rey einer von Piet Cronjés Feldgenerälen. De la Rey führte bei Kraaipan einen Angriff auf einen gepanzerten Zug der Briten, bei dem die ersten Schüsse des Krieges abgefeuert wurden. Der Zug entgleiste und die Briten gaben nach fünf Stunden auf. Dieses Ereignis machte de la Rey berühmt, führte jedoch zum Konflikt mit Cronjé, der ihn eigentlich ausgesandt hatte, um den Vormarsch feindlicher Truppen zu behindern, damit die Belagerung Kimberleys weitergehen konnte.
- Graspan, 25. November 1899

Generalleutnant Lord Methuen, Kommandant der britischen 1. Division, war beauftragt, die burische Belagerung Kimberleys zu beenden, und verlegte seine Truppen per Eisenbahn nach Belmont in der nördlichen Kapkolonie. Bei der Ankunft wurden die Briten von einer kleineren Einheit, geführt von Kommandant J. Prinsloo, vom Belmont-Koppie aus unter Feuer genommen. Am nächsten Morgen waren die Briten in der Position, den Hügel anzugreifen. Die Buren zogen sich zunächst hinter den Hügel und dann bis nach Graspan zurück, wo sie sich mit Transvaalern und Freistaat-Truppen vereinigten, die unter dem Kommando von Prinsloo bzw. de la Rey standen. Die Buren besetzten mehrere Hügel, wurden jedoch wieder durch britische Artillerie sowie Infanterie zurückgedrängt. So konnten Methuens Einheiten bis zum Modder River vordringen, wo die Buren die Eisenbahnbrücke gesprengt hatten.
- Modder River, 28. November 1899

De la Rey erkannte, dass die burische Taktik, Hügel zu besetzen, um den Feind aus Höhenlagen anzugreifen, seine Einheiten der überlegenen britischen Artillerie hilflos auslieferte. Daher ordnete er an, dass seine Männer und Prinsloos Freistaatler sich an den Ufern des Modder Rivers und des Riet Rivers eingraben sollten. Der Plan war, die Briten so weit vorrücken zu lassen, bis die Buren die Vorteile ihrer Gewehre ausnutzen konnten, während es gleichzeitig den Briten schwer gemacht werden sollte, von ihrer Artillerie Gebrauch zu machen. Zuerst rückten die Briten widerstandslos über die Ebene vor, aber dann begannen Prinsloos Männer, von Weitem auf sie zu feuern, woraufhin die Briten in Deckung gingen und die Gräben der Buren mit Artilleriefeuer belegten; die Freistaatler mussten sich über den Fluss zurückziehen. Nur Koos de la Reys Gegenangriff ermöglichte es den Buren, die Stellungen bis zum Sonnenuntergang zu halten, als sich die Briten zurückzogen. Bei diesem Angriff wurde de la Rey verwundet und sein Sohn Adriaan fiel. De la Rey warf Cronjé vor, keine Verstärkung gesendet zu haben.
- Magersfontein, 11. Dezember 1899

Nachdem die burischen Einheiten vom Modder River vertrieben worden waren, reparierten die Briten die zerstörte Eisenbahnbrücke und de la Rey ließ seine Männer am Fuß des Magersfontein-Hügels Stellungen ausheben. Diese Taktik erwies sich als sinnvoll, nachdem der Hügel am 10. Dezember ohne Ergebnis unter intensiven Artilleriebeschuss genommen wurde. Noch vor Sonnenaufgang am folgenden Tag rückten die Highland-Regimenter in geschlossener Formation vor. Der Vormarsch wurde von den Verteidigern jedoch früh bemerkt, denn die Buren hatten Drähte gespannt, an denen Blechdosen hingen, über die die Briten nun stolperten. Die britischen Einheiten wurden dezimiert und zogen sich nach neun Stunden und schweren Verlusten, inklusive des Kommandeurs Andrew Gilbert Wauchope, ungeordnet zurück. Nach dieser Schlacht wurde in Schottland Staatstrauer angeordnet und Lord Methuen wurde abgezogen; die Befreiung Kimberleys wurde in die Hände von Lord Roberts gelegt.

### Niederlage der Buren
Die Schlacht von Magersfontein und die Ereignisse am Tugela River waren die Tiefpunkte der Briten. Danach gewannen sie mit massiver Unterstützung aus dem gesamten Empire langsam aber sicher die Oberhand. Bei der Schlacht von Paardeberg wurde der glücklose Piet Cronjé von den Briten eingekesselt und kapitulierte, während de la Rey den Widerstand gegen General Frenchs Vormarsch bei Colesberg in der Kapkolonie organisierte. Die Briten eroberten Bloemfontein am 13. März 1900, Pretoria fiel am 5. Juni. Paul Kruger, der Präsident des Transvaal, floh nach Portugiesisch-Ostafrika und schließlich nach Europa.

### Guerillakrieg
Nur der harte Kern der Buren war gewillt, weiter zu kämpfen. De la Rey, Louis Botha und andere Kommandeure trafen sich bei Kroonstad und entwarfen eine neue Guerillataktik. Der Westen Transvaals wurde de la Rey zugeteilt, der in den nächsten zwei Jahren kleine Feldzüge vollführte und dabei Schlachten bei Moedwil, Nooitgedacht, Driefontein, Donkerhoek und an anderen Orten gewann. Bei Ysterspruit fügte er den Briten hohe Verluste an Soldaten und Ausrüstung zu und erbeutete genug Material, um die burischen Kräfte wieder neu zu beleben. Bei der Schlacht von Tweebosch konnte er große Teile von Methuens Nachhut gefangen nehmen, inklusive Methuen selbst. Obwohl de la Reys Männer abgerissen und oft hungrig waren, ritten sie über große Teile des Landes und banden so zehntausende britische Soldaten. Er hatte ein großes Talent, wenn es darum ging, Kämpfe zu vermeiden, und viele glaubten, dass er sich von dem ihn begleitenden exzentrischen „Propheten“ Siener van Rensburg beraten ließ. Trotz einiger Rückschläge wie bei der Schlacht von Rooiwal im April 1902 blieben die ca. 3.000 Mann des Kommandos bis zum Ende des Krieges im Feld.

### Verhalten
Koos de la Rey benahm sich seinen Feinden gegenüber nobel. Als er bei Tweebosch große Teile von Methuens Armee sowie Methuen selbst gefangen nahm, ließ er die Truppen wieder frei, da er keine Mittel hatte, sie zu ernähren. Sogar Methuen wurde freigelassen, weil er im Gefecht schwer verwundet wurde und de la Rey annahm, er werde ohne medizinische Behandlung durch britische Ärzte sterben.

## Frieden
Großbritannien, vor allem unter Kitchener, begegnete den burischen Guerilleros mit der Taktik der Verbrannten Erde. Man wollte alles, was die Buren zur Weiterführung des Krieges nutzen könnten, unschädlich machen. Man wies Frauen und Kinder sowie Sympathisanten und Farmangestellte in Konzentrationslager ein, brannte Farmen nieder, zerstörte Ernten und versalzte die Böden. Die Sterberate in den Konzentrationslagern war hoch und schätzungsweise die Hälfte der burischen Bevölkerung unter 16 starb. Durch diese grausame Taktik wurde der Kampfeswille der burischen Kommandos nach und nach geschwächt, da sie feststellten, dass der Krieg einen zu hohen Preis hatte; es gab kaum noch etwas, wofür es sich zu kämpfen lohnte. Auf der anderen Seite bestraften die Buren Schwarze, die sie verdächtigten, mit den Briten zusammenzuarbeiten.
Die Briten boten den Buren mehrmals den Frieden, zum Beispiel im März 1901, wurden aber von Louis Botha zurückgewiesen. Lord Kitchener schlug dann am 11. März 1902 ein Treffen zwischen ihm und de la Rey in Klerksdorp vor, bei dem beide Freundschaft schlossen. Dies gab de la Rey Vertrauen in die Ernsthaftigkeit der britischen Vorschläge. Diplomatische Anstrengungen führten schließlich zur Einigung, in Vereeniging Friedensverhandlungen zu führen, an denen de la Rey teilnahm und zum Frieden drängte. Der Frieden von Vereeniging wurde am 31. Mai 1902 geschlossen. Den Buren wurde letztendlich eine Selbstverwaltung zugestanden (1906 in Transvaal und 1907 im Oranje-Freistaat durchgesetzt) und drei Millionen Pfund an Reparationen ausgezahlt. Im Gegenzug erkannten sie die Herrschaft von König Eduard VII. an.
Nach Kriegsende reiste de la Rey zusammen mit Botha nach Europa und in die USA, um für verarmte Buren, deren Farmen im Krieg von den Briten zerstört worden waren, Geld zu sammeln. In Flandern wurden sie freudig empfangen. 1903 reiste er nach Indien und Ceylon, wo er dort internierte Kriegsgefangene dazu bewog, einen Treueeid abzulegen und nach Südafrika zurückzukehren. Schließlich kehrte er auf seine Farm zu seiner Frau Jacoba und seinen überlebenden Kindern zurück, die während des Krieges nur mit einigen treuen Dienern durch das Land gezogen waren. Über diese Erlebnisse schrieb Jacoba in dem Buch Myne Omzwervingen en Beproevingen Gedurende den Oorlog (1903).

## Politische Karriere
1907 wurde de la Rey in das neue Parlament Transvaals gewählt und wurde Delegierter des Nationalkonvents, der 1910 zur Südafrikanischen Union führte. Er wurde Senator und unterstützte den ersten Premier Botha darin, die Buren und die Briten zu versöhnen. Dies geschah gegen den Widerstand der Opposition unter Barry Hertzog, der so bald wie möglich eine republikanische Regierung aufstellen wollte, die Zusammenarbeit mit den Briten ablehnte und Rassismus schürte.
Als 1914 weiße Minenarbeiter dagegen protestierten, dass Schwarze in den Minen arbeiten durften, und es zu Zusammenstößen mit der Polizei kam, befehligte de la Rey die Regierungstruppen und die Streiks wurden beendet. Allerdings hinterließ dieses Ereignis eine gefährliche Atmosphäre. 

## Widerstand gegen die Teilnahme am Ersten Weltkrieg
Mit Ausbruch des Ersten Weltkriegs kam es zur Krise in Südafrika. Premierminister Louis Botha sandte Truppen aus, um Deutsch-Südwestafrika, das heutige Namibia, anzugreifen. Vielen Buren widerstrebte der Gedanke, für Großbritannien gegen eine Nation zu kämpfen, die sie in ihrem Kampf gegen die Briten unterstützt hatte (Deutschland lieferte den Buren unter anderem Mauser-Gewehre). De la Rey wurde von ihnen um Unterstützung gebeten. Im Parlament befürwortete er die Neutralität der Union und erklärte, ein ausgesprochener Kriegsgegner zu sein, es sei denn, Südafrika würde angegriffen werden. Er wurde von Botha und Jan Smuts allerdings überzeugt, keine Maßnahmen zu ergreifen, um einen Aufstand unter den Buren anzuzetteln. De la Rey war zwischen der Loyalität zu seinen Waffenbrüdern (die vielfach zur Hertzog-Fraktion übergelaufen waren) und seinem Ehrgefühl hin- und hergerissen.

## Tod
Währenddessen zog Siener van Rensburg viele Menschen mit seinen Visionen an, in denen er am Ende des britischen Imperiums die Welt mit Krieg überzogen sah. Am 2. August erzählte er in einer Rede von einem Traum, in dem er de la Rey in einem mit Blumen geschmückten Wagen sah. Über de la Rey habe eine Wolke mit der Nummer 15 gestanden, von der aus Blut auf de la Rey geregnet habe. Viele Buren deuteten diese Vision als Zeichen des Sieges, Van Rensburg aber sprach davon, dass es eine Todesvision gewesen sei.
Am 15. September 1914 gab ein alter Freund de la Reys, General Beyers, seinen Posten auf und schickte einen Wagen, um de la Rey für Konsultationen von Johannesburg nach Pretoria zu holen. Die beiden fuhren am Abend zum Militärstützpunkt nach Potchefstroom, wo General Kemp ebenfalls zurückgetreten war. Auf dem Weg waren mehrere Polizeisperren errichtet (eigentlich, um die Foster-Gang zu fangen), doch Beyers und de la Rey hielten den Wagen nicht an. Bei Langlaagte schoss die Polizei auf das schnell fahrende Fahrzeug und Koos de la Rey wurde von einer Kugel getötet. Einige Buren waren überzeugt, er sei ermordet worden, da Beyers angab, es habe einen Plan gegeben, dass alle führenden Offiziere aus Protest gegen Südafrikas Teilnahme am Weltkrieg gleichzeitig ihre Ämter niederlegen sollten. Viele konnten jedoch nicht glauben, dass er seinen Treueeid gebrochen habe.
Kurz nach de la Reys Begräbnis brach die Maritz-Rebellion aus und Christiaan de Wet, Maritz, Kemp, Beyers und andere Burengeneräle griffen zu den Waffen. Jedoch blieb der Großteil der südafrikanischen Armee loyal zur Regierung und die Rebellion konnte von Botha und Smuts schnell niedergeschlagen werden. Wegen der nationalen Aussöhnung wurden die Rebellen zwei Jahre später begnadigt.

## Ehrungen
- In Lichtenburg, de la Reys Heimatstadt, wurde ein Standbild von ihm auf seinem Pferd errichtet.
- Delareyville, eine kleine Stadt in der Nordwestprovinz Südafrikas, wurde nach ihm benannt.
- In Südafrika und in den Niederlanden wurden mehrere Straßen nach ihm benannt.

## Das LiedDe la Rey
Im Jahr 2006 nahm das Interesse an Koos de la Rey und an seinem Leben in Südafrika zu. Grund dafür war der kontroverse Song De la Rey des Afrikaans-Sängers Bok van Blerk. Es handelt von einem Freistaatler, dessen Farm im Burenkrieg von den Briten abgebrannt und dessen Familie interniert wurde. In Verzweiflung ruft er nach General de la Rey. Es entbrannte eine Diskussion darüber, ob das Lied die heutigen Buren zur Einheit im Kampf gegen etwaige heutige Unterdrückung aufruft; viele junge Buren waren von dem Lied begeistert.
Das südafrikanische Kultusministerium sah sich gezwungen, zu dem potenziell umstürzlerischen Liedtext eine Erklärung herauszugeben, in der es hieß, das Lied sei in Gefahr, von rechtsgerichteten Kräften missbraucht zu werden. Trotzdem solle das Recht des Autors auf freie Meinungsäußerung respektiert werden. Die oppositionelle Demokratische Allianz stellte fest, De la Rey habe nicht halb so viel staatsfeindliches Potential wie das Lied Umshini wami („Bring mir mein Maschinengewehr“) des ANC-Vorsitzenden Jacob Zuma.

## Bildende Kunst
Das Bild Portret van Generaal J. H. („Koos“) de la Rey, geschaffen von der niederländischen Porträtmalerin Thérèse Schwartze (1852–1918), gehört zur Sammlung des Rijksmuseum Amsterdam.